# 오모토역
오모토역(일본어: 大元駅)은 일본 오카야마현 오카야마시 기타구에 위치한 서일본 여객철도 우노 선의 철도역이다. 우노 방면으로 향하는 우노미나토 선과, 혼시비산 선으로 직통하는 세토 대교선의, 양방향 애칭구간에 포함된다. 상대식 승강장 2면 2선의 구조를 갖춘 고가역이다.

## 타는 곳
| 1 | ■ 우노미나토 선 ■ 세토 대교선 | 상행 | 오카야마 방면                 |
| 2 | ■ 우노미나토 선 ■ 세토 대교선 | 하행 | 고지마 · 다카마쓰 · 우노 방면 |

## 이용 현황
| 승차 인원 추이 | 승차 인원 추이 |
| 연도           | 1일 평균       |
| -------------- | -------------- |
| 1999           | 963            |
| 2000           | 989            |
| 2001           | 1,030          |
| 2002           | 1,092          |
| 2003           | 1,121          |
| 2004           | 1,153          |
| 2005           | 1,238          |
| 2006           | 1,212          |
| 2007           | 1,197          |
| 2008           | 1,210          |
| 2009           | 1,198          |
| 2010           | 1,224          |
| 2011           | 1,223          |
| 2012           | 1,331          |
| 2013           | 1,425          |
| 2014           | 1,529          |

## 역 주변
- 오카야마 현 정신과 의료 센터
- 오카야마 지방 법무국 오카야마 니시 출장소

## 인접 역
| 서일본 여객철도 우노 선 | 서일본 여객철도 우노 선         | 서일본 여객철도 우노 선                  |
| ----------------------- | ------------------------------- | ---------------------------------------- |
| 오카야마 오카야마 방면  | ■ 우노미나토 선 · ■ 세토대교 선 | 비젠니시이치 우노 · 고지마 · 우타즈 방면 |